# 1420er
Portal Geschichte | Portal Biografien | Aktuelle Ereignisse | Jahreskalender | Tagesartikel

◄ |
14. Jh. |
15. Jahrhundert
| 16. Jh. | ►

◄ |
1390er |
1400er |
1410er |
1420er
| 1430er | 1440er | 1450er | ►

1420 |
1421 |
1422 |
1423 |
1424 |
1425 |
1426 |
1427 |
1428 |
1429

## Ereignisse
- Um 1420 entwickeln sich die Burgen zu Festungen mit Schießscharten. Vorgelagerte Mauerringe sollen das Einnehmen des Adelssitzes durch Feinde verhindern.
- Bei der Belagerung von Burgen werden jetzt fast immer Kanonen verwendet, um Breschen in die Mauern oder Tore zu reißen.